# Hasselkopftunnel
Der Hasselkopftunnel im Harz ist ein 220 m langer Straßentunnel bei Braunlage im Landkreis Goslar, Niedersachsen (Deutschland).
Der einröhrige Tunnel, der bis 1995 im Rahmen der Braunlager Umgehungsstraße errichtet wurde und seit seiner Fertigstellung den Verkehr unmittelbar südlich an der Braunlager Kernstadt vorbeiführt, befindet sich an einem gemeinsamen Abschnitt der Bundesstraßen 4 und 242; etwa 1 km westlich des Tunnels kreuzt diese die Bundesstraße 27. Er führt mit zwei Fahrspuren durch den Hasselkopf, eine etwa 612 m ü. NN hohe Erhebung im Naturpark Harz.